# Liste des souverains de Bohême
Cet article donne la liste des ducs et rois de Bohême ; le duché devient un royaume à titre viager en 1085 et en 1158 par décret du Saint-Empire. Le titre royal fut définitivement accordé à Ottokar Ier en 1198

Armes de Bohême

## Premier État slave
- vers 623 – 658 : Samo

## Premiers ducs légendaires
- vers 700 : Krok
- vers 710 : Libuše, fille de Krok
- vers 722 : Přemysl, époux de Libuše
- vers 745 : Nezamysl, fils
- vers 783 : Mnata, fils
- vers 804 : Vojen, fils
- vers 831 : Vnislav, fils
- vers 833 : Křesomysl, fils
- vers 851 : Neklan, fils
- vers 869 : Hostivít, fils

## Ducs de Bohême

### Maison des Přemyslides (v. 867-1085)
| Portrait | Nom                                                                 | Début du règne   | Fin du règne         | Notes |
| -------- | ------------------------------------------------------------------- | ---------------- | -------------------- | --- |
|          | Bořivoj Ier (vers 855 – vers 889)                                   | vers 867         | vers 889             | Premier duc de Bohême issu de la dynastie des Přemyslides. À sa mort, Spytihněv Ier est mineur et le duché de Bohême revient sous la juridiction de la Grande-Moravie. Premier souverain chrétien de Bohême. |
|          | Spytihněv Ier (vers 875 - 915)                                      | vers 889/894     | 915                  | Fils de Bořivoj Ier. Il profite de l'anarchie causée par la mort de Svatopluk Ier pour monter sur le trône de Bohême et ainsi succéder à Bořivoj Ier.                                                        |
|          | Vratislav Ier (vers 888 - 921)                                      | 915              | 921                  | Fils de Bořivoj Ier et frère de Spytihněv Ier. Il meurt en 921 alors qu'il défend son royaume contre les Hongrois. Venceslas Ier lui succède, mais étant mineur, sa veuve Drahomíra assure la régence.       |
|          | Venceslas Ier « Saint Venceslas » (vers 911 - 935)                  | 921              | 935                  | Fils de Vratislav Ier. Après deux années de régence par Drahomíra, il monte sur le trône de Bohême et la fait emprisonner. Il est assassiné à Stará Boleslav par Boleslav Ier et des conspirateurs.          |
|          | Boleslav Ier « le Cruel » (vers 908/910 - vers 967/972)             | 935              | vers 967/972         | Frère de Venceslas Ier. Prends la place de Venceslas Ier après avoir mené son assassinat. |
|          | Boleslav II « le Pieux » (vers 927/928 - 7 février 999)             | vers. 967/972    | 9 février 999        | Fils de Boleslav Ier. |
|          | Boleslav III « l'Aveugle » (vers 965 - 1037)                        | février 999      | mai 1002             | Fils de Boleslav II. |
|          | Vladivoj (vers. 981 - janvier 1003)                                 | mai 1002         | janvier 1003         | Petit-fils de Boleslav Ier par sa mère. |
|          | Boleslav III « l'Aveugle » (vers 965 - 1037)                        | février 1003     | mars 1003            | Second règne. |
|          | Jaromir (vers 970 - 4 novembre 1034)                                | 1003             | 1003                 | Frère de Boleslav III. |
|          | Boleslav IV (967 - 17 juin 1025)                                    | 1003             | 1004                 | Roi de Pologne sous le nom de Boleslas Ier, il est brièvement duc de Bohême. |
|          | Jaromir (vers 970 - 4 novembre 1034)                                | 1004             | 1012                 | Deuxième règne. |
|          | Udalrich Ier (vers. 975 - 11 novembre 1034)                         | 1012             | 1033                 | Frère de Jaromir. |
|          | Jaromir (vers 970 - 4 novembre 1034)                                | 1033             | 1034                 | Troisième règne. |
|          | Udalrich Ier (vers. 975 - 11 novembre 1034)                         | 1034             | 1034                 | Second règne. |
|          | Bretislav Ier « le Guerrier » (vers 1002/1005 - 10 janvier 1055)    | 1034             | 10 janvier 1055      | Fils d'Udalrich Ier. |
|          | Spytihněv II (1031 - 28 janvier 1061)                               | janvier 1055     | 28 janvier 1061      | Fils de Bretislav Ier. |
|          | Vratislav II (vers 1032 - 14 janvier 1092)                          | janvier 1061     | 14 janvier 1092 1092 | Frère de Spytihněv II. Il règne en tant que roi de Bohême entre 1085 et 1092. |
|          | Conrad Ier (vers 1035 - 6 septembre 1092)                           | janvier 1092     | 6 septembre 1092     | Duc, frère de Vratislav II. |
|          | Bretislav II (vers 1060 - 22 décembre 1100)                         | septembre 1092   | décembre 1100        | Duc, neveu de Conrad Ier et fils de Vratislav II. |
|          | Bořivoj II (vers 1064 - 2 février 1124)                             | 25 décembre 1100 | mai 1107             | Duc, frère de Bretislav II. |
|          | Svätopluk Ier (vers 1075 - 21 septembre 1109)                       | mai 1107         | 21 septembre 1109    | Duc, cousin de Bretislav II et petit-fils de Bretislav Ier. |
|          | Vladislav Ier (vers 1065 - 12 avril 1125)                           | 1109             | 1117                 | Duc, fils de Vratislav II. |
|          | Bořivoj II (vers 1064 - 2 février 1124)                             | 25 décembre 1117 | 1120                 | Duc, second règne. |
|          | Vladislav Ier (vers 1065 - 12 avril 1125)                           | 1120             | 1125                 | Duc, second règne. |
|          | Sobieslav Ier (vers 1075 - 14 février 1140)                         | 12 avril 1125    | 12 février 1140      | Duc, frère de Vladislav Ier. |
|          | Vladislav II (vers 1110 - 18 janvier 1174)                          | février 1140     | 1172                 | Duc, puis roi à partir de 1158. Fils de Vladislav Ier. |
|          | Frédéric Ier (vers 1142 - 25 mars 1189)                             | 1172             | 1173                 | Duc, fils de Vladislav II. |
|          | Sobeslav II « le Prince des Paysans » (vers 1128 - 29 janvier 1180) | 1173             | 1178                 | Duc, fils de Sobeslav Ier. |
|          | Frédéric Ier (vers 1142 - 25 mars 1189)                             | 1178             | 25 mars 1189         | Duc, second règne. |
|          | Conrad II (vers 1136/1140 - 9 septembre 1191)                       | mars 1189        | 9 septembre 1191     | Duc, petit-fils de Conrad Ier. |
|          | Venceslas II (1137 - vers 1192)                                     | septembre 1191   | 1192                 | Duc, fils de Sobeslav Ier. |
|          | Ottokar Ier (vers 1155 - 15 décembre 1230)                          | 1192             | 1193                 | Duc, fils de Vladislav II. |
|          | Bretislav III (vers 1137 - 15/19 juin 1189)                         | 1193             | juin 1197            | Duc, petit-fils de Vladislav Ier. |
|          | Vladislav III (vers 1160 - 12 août 1222)                            | 22 juin 1197     | 6 décembre 1197      | Duc, fils de Vladislav II. |
|          | Ottokar Ier (vers 1155 - 15 décembre 1230)                          | 1197             | 15 août 1198         | Duc, second règne. Il devient roi en 1198 et ses successeurs conservent le titre de roi de Bohême. |

## Rois de Bohême

### Maison des Přemyslides (1198-1306)
| Portrait | Nom                                                          | Début du règne   | Fin du règne      | Notes                                                                                                  |
| -------- | ------------------------------------------------------------ | ---------------- | ----------------- | --- |
|          | Ottokar Ier (vers 1155 - 15 décembre 1230)                   | 15 août 1198     | 15 décembre 1230  | Premier roi héréditaire de Bohême.                                                                     |
|          | Venceslas Ier « le Borgne » (vers 1205 - 23 septembre 1253)  | 15 décembre 1230 | 23 septembre 1253 | Fils d'Ottokar Ier.                                                                                    |
|          | Ottokar II (vers 1233 - 26 août 1278)                        | 23 décembre 1253 | 26 août 1278      | Fils de Venceslas Ier.                                                                                 |
|          | Venceslas II « le Pieux » (27 septembre 1271 - 21 juin 1305) | 26 août 1278     | 21 juin 1305      | Fils d'Ottokar II. Il est aussi duc de Cracovie à partir de 1291 et roi de Pologne entre 1300 et 1305. |
|          | Venceslas III « le Jeune » (6 octobre 1289 - 4 août 1306)    | 1305             | 1306              | Fils de Venceslas II, il meurt sans descendance.                                                       |

### Non dynastique (1306-1310)
| Portrait | Nom                                            | Début du règne | Fin du règne        | Notes                                            |
| -------- | ---------------------------------------------- | -------------- | ------------------- | ------------------------------------------------ |
|          | Henri de Carinthie (vers 1265 - 2 avril 1335)  | 1306           | 1306                | Gendre de Venceslas II. Il ne sera pas couronné. |
|          | Rodolphe Ier (vers 1281 - 3 ou 4 juillet 1307) | 1306           | 3 ou 4 juillet 1307 | Il épouse Élisabeth, la veuve de Venceslas II.   |
|          | Henri de Carinthie (vers 1265 - 2 avril 1335)  | 1307           | 1310                | Second règne.                                    |

### Maison de Luxembourg (1310-1437)
| Portrait | Nom                                                         | Début du règne   | Fin du règne     | Notes |
| -------- | ----------------------------------------------------------- | ---------------- | ---------------- | --- |
|          | Jean Ier « l'Aveugle » (10 août 1296 - 26 août 1346)        | 1310             | 1346             | Il épouse Élisabeth de Bohême, une des filles de Venceslas II.                                                               |
|          | Charles Ier (14 mai 1316 - 29 novembre 1378)                | 26 août 1346     | 29 novembre 1378 | Fils de Jean Ier et petit-fils de Venceslas II par sa mère. Il est aussi empereur du Saint-Empire sous le nom de Charles IV. |
|          | Venceslas IV « l'Ivrogne » (26 février 1361 - 16 août 1419) | 29 novembre 1378 | 16 août 1419     | Fils de Charles Ier. Il est aussi roi de Germanie sous le nom de Venceslas Ier.                                              |
|          | Sigismond Ier (15 février 1368 - 9 décembre 1437)           | 1419             | 1437             | Frère de Venceslas IV. Son règne n'est qu'effectif à partir de 1436 à cause des Croisades contre les hussites.               |

### Maison de Habsbourg (1437-1457)
| Portrait                  | Nom                                                               | Début du règne | Fin du règne    | Notes |
| ------------------------- | ----------------------------------------------------------------- | -------------- | --------------- | --- |
|                           | Albert Ier (10 août 1397 - 27 octobre 1439)                       | 6 mai 1438     | 27 octobre 1439 | Il épouse Élisabeth de Luxembourg, fille unique de Sigismond Ier. Il est aussi roi des Romains et de Hongrie.        |
| Interrègne (1440 – 1453). |                                                                   |                |                 | |
|                           | Ladislas Ier « le Posthume » (22 février 1440 - 23 novembre 1457) | 1453           | 1457            | Fils d'Albert Ier, mais sa succession n'est pas reconnue par la noblesse jusqu'en 1453. Il est aussi roi de Hongrie. |

### Non dynastique (1458-1490)
| Portrait | Nom                                                  | Début du règne | Fin du règne | Notes |
| -------- | ---------------------------------------------------- | -------------- | ------------ | --- |
|          | Georges de Podiebrady (23 avril 1420 - 22 mars 1471) | 1458           | 1471         | Il est régent, puis élu roi par la diète. |
|          | Matthias Ier (23 février 1443 - 6 avril 1490)        | 1469           | 1490         | Gendre de Georges de Podiebrady, il est élu en tant qu'antiroi par la noblesse catholique en 1469. À partir de 1479, il accepte de ne régner que sur la Moravie, la Silésie et la Lusace. |

### Maison Jagellon (1471-1526)
| Portrait | Nom                                         | Début du règne | Fin du règne | Notes |
| -------- | ------------------------------------------- | -------------- | ------------ | --- |
|          | Vladislas IV (1er mars 1456 - 13 mars 1516) | 1471           | 1516         | Élu roi par la diète de Bohême en 1471. Parvient à un compromis avec Matthias Ier en 1479 après la Paix d'Olomouc en ne régnant que sur la Bohême seule. À la mort sans descendance légitime de Matthias Ier en 1490, il devient roi de toute la Bohême. |
|          | Louis Ier (1er juillet 1506 - 29 août 1526) | 1516           | 1526         | Roi de Bohême et de Hongrie, fils de Vladislas IV. Sans descendance. |

### Maison de Habsbourg (1526-1619)
| Portrait | Nom                                                | Début du règne | Fin du règne    | Notes                                                                   |
| -------- | -------------------------------------------------- | -------------- | --------------- | ----------------------------------------------------------------------- |
|          | Ferdinand Ier (10 mars 1503 - 25 juillet 1564)     | 1526           | 25 juillet 1564 | Beau-frère de Louis Ier Jagellon dont il épouse la sœur, Anne Jagellon. |
|          | Maximilien Ier (31 juillet 1527 - 12 octobre 1576) | juillet 1564   | 12 octobre 1576 | Fils de Ferdinand Ier.                                                  |
|          | Rodolphe II (18 juillet 1552 - 20 janvier 1612)    | 1575           | 1611            | Fils de Maximilien Ier.                                                 |
|          | Matthias II (24 février 1557 - 20 mars 1619)       | 11 mars 1611   | 16 mai 1617     | Frère de Rodolphe II.                                                   |
|          | Ferdinand II (9 juillet 1578 - 15 février 1637)    | 5 juin 1617    | 26 août 1619    | Petit-fils de Ferdinand Ier par Charles d'Autriche.                     |

### Maison de Wittelsbach (1619-1620)
| Portrait | Nom                                            | Début du règne | Fin du règne    | Notes                                                                                       |
| -------- | ---------------------------------------------- | -------------- | --------------- | ------------------------------------------------------------------------------------------- |
|          | Frédéric Ier (26 août 1596 - 29 novembre 1632) | 26 août 1619   | 8 novembre 1620 | Électeur palatin et antiroi élu pendant la révolte de Bohême. Surnommé le "roi d'un hiver". |

### Maison de Habsbourg (1627-1741)
| Portrait | Nom                                                | Début du règne   | Fin du règne     | Notes                                                             |
| -------- | -------------------------------------------------- | ---------------- | ---------------- | ----------------------------------------------------------------- |
|          | Ferdinand II (9 juillet 1578 - 15 février 1637)    | 9 novembre 1620  | 15 février 1637  | Second règne.                                                     |
|          | Ferdinand III (13 juillet 1608 - 2 avril 1657)     | 21 novembre 1627 | 2 avril 1657     | Fils de Ferdinand II.                                             |
|          | Ferdinand IV (8 septembre 1633 - 9 juillet 1654)   | 1646             | 1654             | Fils de Ferdinand III. Il règne conjointement avec Ferdinand III. |
|          | Léopold Ier (9 juin 1640 - 5 mai 1705)             | 1656             | 5 mai 1705       | Fils de Ferdinand III.                                            |
|          | Joseph Ier (26 juillet 1678 - 17 avril 1711)       | 5 mai 1705       | 17 avril 1711    | Fils de Léopold Ier.                                              |
|          | Charles II (1er octobre 1685 - 20 octobre 1740)    | 12 octobre 1711  | 20 octobre 1740  | Frère de Joseph Ier.                                              |
|          | Marie-Thérèse Ire (13 mai 1717 - 29 novembre 1780) | 20 octobre 1740  | 19 décembre 1741 | Fille de Charles II.                                              |

### Maison de Wittelsbach (1741-1743)
| Portrait | Nom                                            | Début du règne   | Fin du règne | Notes                                                                                                |
| -------- | ---------------------------------------------- | ---------------- | ------------ | --- |
|          | Charles-Albert (6 août 1697 - 20 janvier 1745) | 19 décembre 1741 | 12 mai 1743  | Gendre de Joseph Ier. Électeur de Bavière et antiroi élu pendant la guerre de Succession d'Autriche. |

### Maison de Habsbourg (1743-1780)
| Portrait | Nom                                                | Début du règne | Fin du règne     | Notes         |
| -------- | -------------------------------------------------- | -------------- | ---------------- | ------------- |
|          | Marie-Thérèse Ire (13 mai 1717 - 29 novembre 1780) | 12 mai 1743    | 29 novembre 1780 | Second règne. |

### Maison de Habsbourg-Lorraine (1780-1918)
| Portrait | Nom                                                   | Début du règne    | Fin du règne     | Notes                                                 |
| -------- | ----------------------------------------------------- | ----------------- | ---------------- | ----------------------------------------------------- |
|          | Joseph II (13 mars 1741 - 20 février 1790)            | 29 novembre 1780  | 20 février 1790  | Fils de Marie-Thérèse Ire.                            |
|          | Léopold II (5 mai 1747 - 1er mars 1792)               | 30 septembre 1790 | 1er mars 1792    | Frère de Joseph II.                                   |
|          | François Ier (12 février 1768 - 2 mars 1835)          | 1er mars 1792     | 2 mars 1835      | Fils de Léopold II.                                   |
|          | Ferdinand V (19 avril 1793 - 29 juin 1875)            | 2 mars 1835       | 2 décembre 1848  | Fils de François Ier.                                 |
|          | François-Joseph Ier (18 août 1830 - 21 novembre 1916) | 2 décembre 1848   | 21 novembre 1916 | Petit-fils de François Ier. Il n'est jamais couronné. |
|          | Charles III (17 août 1887 - 1er avril 1922)           | 21 novembre 1916  | 11 novembre 1918 | Petit-neveu de François-Joseph Ier.                   |